# Ototoxiciteit
Ototoxiciteit is de eigenschap giftig te zijn voor het gehoor, van bijvoorbeeld een geneesmiddel, genotsmiddel of voedingsmiddel. Een stof die het gehoor kan beschadigen noemt men ototoxisch.
Ototoxische middelen beschadigen het binnenoor of de gehoorzenuw.

## Voorbeelden
Voorbeelden van middelen of gebruiken die schade aan het gehoor kunnen veroorzaken (en ototoxisch zijn):
- Chemotherapie (bijvoorbeeld cisplatine, carboplatine en soms vincristine) bij vormen van kanker
- Overmatig gebruik van alcoholische drank
- Roken
- Gebruik van NSAID's
- Gebruik van antibiotica
- Gebruik (langdurig) van benzodiazepinen
- Gebruik van plasmedicatie

## Diagnostiek en behandeling
Een kno-arts of nko-arts kan het gehoor onderzoeken en de patiënt adviseren. Gehoorschade is in de meeste gevallen echter onomkeerbaar.

## Symptomen en verschijnselen
Behalve slechthorendheid kunnen tinnitus (oorsuizen) en duizeligheid optreden als het gevolg van het gebruik van ototoxische middelen.